# Gadopsis marmoratus
Espèce
Gadopsis marmoratus est une espèce de poissons d'eau douce du sud-est de l'Australie et de la Tasmanie.

## Description
Gadopsis marmoratus mesure habituellement jusqu'à 45 cm (max 60 cm). Sa couleur est très variable allant du vert pâle au noir en passant par le brun. Il présente généralement des marbrures avec de larges taches sombres. Le ventre est jaune pâle, bleu ou gris violacé.

## Mœurs, distribution
Il s'agit d'un poisson aux mœurs nocturnes se nourrissant d'insectes, de crustacés et, occasionnellement, d'autres poissons.
Malgré la détérioration de son habitat qui réduit sa zone de répartition, il est fréquent de le rencontrer.